# Эшенов, Мирлан Байышбекович
Мирлан Байышбекович Эшенов (14 марта 1988) — киргизский футболист и футбольный тренер.

## Карьера игрока
Будучи футболистом Эшенов начинал играть в клубе первой лиги «Эгриси», затем выступал за команды «Абдыш-Ата» и «Динамо МВД». Параллельно он занимался мини-футболом. За свою карьеру ему удалось провести 3 матча за сборную Кыргызстана по мини-футболу.

## Карьера тренера
Рано завершив свою спортивную карьеру, Эшенов стал работать детским тренером. Позднее ему удалось пройти несколько зарубежных тренерских курсов. От Азиатской конфедерации футбола специалист ездил на стажировки в «Барселону» и «Реал». В 2012 году возглавлял «Динамо МВД» в качестве играющего главного тренера.
В 2013 году Эшенов возглавил клуб «Абдыш-Ата» и сделал его вице-чемпионом Кыргызстана. По итогам сезона-2014 наставник был признан лучшим футбольным тренером года в стране. Принял молодежную сборную. В конце 2016 года, когда «Абдыш-Ата» не попала в призёры, тренер был отправлен в отставку и приостановил тренерскую деятельность, оставив и молодежную сборную. Эшенов остался в «Абдыш-Ате» на административной должности до 2018 года. Затем перешел на работу в Федерацию футбола республики. Вернулся к тренерской деятельности в 2021 году в «Алай», где проработал два года . В 2023 году принял «Илбирс», а затем и молодежную сборную Кыргызстана. Вывел сборную на молодежный Кубок Азии-2025, однако перед стартом турнира его отправили в отставку. В апреле Эшенов вернулся в «Абдыш-Ату» сначала в качестве аналитика, затем главного тренера клуба. Под его руководством команда провела 5 матчей, 4 из которых выиграла с крупным счетом. Но в мае тренер перешел на работу в «Алгу», где провел лишь два матча, а уже в июне он принял «Барс».

## Достижения
Как тренер
- Серебряный призёр чемпионата Кыргызстана: 2014
- Бронзовый призёр чемпионата Кыргызстана: 2013, 2015
- Обладатель Кубка Кыргызстана: 2015
- Обладатель Суперкубка Кыргызстана: 2016